# Terremoti del XXI secolo
Questa lista è suscettibile di variazioni e potrebbe essere incompleta o non aggiornata.

Questo articolo riporta una lista dei terremoti più disastrosi avvenuti nel mondo nel XXI secolo.
Nota: il numero di vittime, nel caso non sia riportato all'unità, è il dato approssimativo stimato.

## Anni 2000

### 2001
| Data             | Luogo                             | Magnitudo                | Vittime          | Dettagli   |
| ---------------- | --------------------------------- | ------------------------ | ---------------- | ---------- |
| 13 gennaio 2001  | El Salvador                       | 7,7 Mw VIII Mercalli     | 944              | dettagli   |
| 26 gennaio 2001  | Gujarat, India                    | 7,9 Mw X Mercalli        | circa 20.000     | dettagli   |
| 13 febbraio 2001 | El Salvador                       | 6,6 Mw VI Mercalli       | 315              | dettagli   |
| 23 febbraio 2001 | Sichuan, Cina                     | 5,6 Mw                   | 3                |            |
| 24 marzo 2001    | Olympia (Washington), Stati Uniti | 6,8 Mw                   | 1 (indiretta)    |            |
| 12 aprile 2001   | Honshū, Giappone                  | 6,8 Mw                   | 2                |            |
| 12 aprile 2001   | Yunnan, Cina                      | 5,6 Mw                   | 2                |            |
| 23 maggio 2001   | Sichuan, Cina                     | 5,5 Mw                   | 2                |            |
| 23 giugno 2001   | Perù                              | 8,4 Mw VIII Mercalli     | 74 e 64 dispersi | ()dettagli |
| 7 luglio 2001    | Perù                              | 7,6 Mw                   | 1                |            |
| 17 luglio 2001   | Alto Adige, Italia                | 4,7 Mw VII-VIII Mercalli | 4 e un disperso  | dettagli   |
| 9 agosto 2001    | Perù centrale                     | 5,8 Mw                   | 4                |            |
| 27 ottobre 2001  | Yunnan, Cina                      | 5,6 Mw                   | 1                |            |
| 4 dicembre 2001  | Perù meridionale                  | 5,8 Mw                   | 2                |            |

### 2002
| Data             | Luogo                                | Magnitudo               | Vittime       | Dettagli |
| ---------------- | ------------------------------------ | ----------------------- | ------------- | -------- |
| 9 gennaio 2002   | Tagikistan                           | 5,3 Mw                  | 3             |          |
| 17 gennaio 2002  | Lago Tanganica                       | 4,7 Mw                  | 45            | [ 6 ]    |
| 3 febbraio 2002  | Provincia di Afyonkarahisar, Turchia | 6,5 Mw                  | 44            |          |
| 3 marzo 2002     | Regione di Hindu Kush, Afghanistan   | 7,4 Mw                  | 166           | dettagli |
| 6 marzo 2002     | Mindanao, Filippine                  | 6,8 Mw                  | 15            |          |
| 25 marzo 2002    | Regione di Hindu Kush, Afghanistan   | 6,1 Mw                  | 1.000         | dettagli |
| 31 marzo 2002    | Taiwan                               | 7,1 Mw                  | 5             |          |
| 12 aprile 2002   | Regione di Hindu Kush, Afghanistan   | 5,9 Mw                  | 50            | dettagli |
| 15 maggio 2002   | Taiwan                               | 6,2 Mw                  | 5             |          |
| 18 maggio 2002   | Lago Vittoria, Tanzania              | 5,5 Mw                  | 2             |          |
| 22 giugno 2002   | Regione di Qazvin, Iran              | 6,5 Mw                  | 261           |          |
| 6 settembre 2002 | Palermo, Sicilia - Italia            | 5,6 Mw                  | 2 (indirette) |          |
| 8 settembre 2002 | Papua Nuova Guinea                   | 7,5 Mw                  | 4             |          |
| 10 ottobre 2002  | Costa nord di Papua, Indonesia       | 7,6 Mw                  | 8             |          |
| 31 ottobre 2002  | Molise, Italia                       | 5,4 Mw VIII-IX Mercalli | 30            | dettagli |
| 1º novembre 2002 | Himalaya, Pakistan                   | 5,4 Mw                  | 11            |          |
| 2 novembre 2002  | Simeulue, Indonesia                  | 7,4 Mw                  | 3             |          |
| 20 novembre 2002 | Nord-ovest Kashmir, Pakistan         | 6,3 Mw                  | 19            |          |

### 2003
| Data                | Luogo                                | Magnitudo            | Vittime       | Dettagli |
| ------------------- | ------------------------------------ | -------------------- | ------------- | -------- |
| 21 gennaio 2003     | Colima, Messico                      | 7,6 Mw               | 29            |          |
| 27 gennaio 2003     | Provincia di Tunceli - Turchia       | 6,1 Mw               | 1             |          |
| 24-25 febbraio 2003 | Xinjiang, Cina                       | 6,3 Mw               | 266           |          |
| 25 marzo 2003       | Isola di Flores, Indonesia           | 6,5 Mw               | 4             |          |
| 1º maggio 2003      | Bingöl, Turchia                      | 6,4 Mw               | 177           |          |
| 21 maggio 2003      | Boumerdès, Algeria                   | 6,8 Mw X Mercalli    | 2.266         |          |
| 26 maggio 2003      | Halmahera, Indonesia                 | 7,0 Mw               | 1             |          |
| 27 maggio 2003      | Boumerdès, Algeria                   | 6,8 Mw               | 9             |          |
| 21 luglio 2003      | Yunnan, Cina                         | 6,0 Mw               | 16            |          |
| 16 agosto 2003      | Mongolia Interna orientale, Cina     | 5,4 Mw               | 4             |          |
| 22 settembre 2003   | Repubblica Dominicana                | 6,4 Mw               | 3             |          |
| 27 settembre 2003   | Monti Altai, Russia                  | 7,3 Mw X Mercalli    | 3 (indirette) |          |
| 25 ottobre 2003     | Gansu-Qinghai, Cina                  | 5,8 Mw               | 9             |          |
| 14 novembre 2003    | Cina sudoccidentale                  | 5,6 Mw               | 4             |          |
| 1º dicembre 2003    | Xinjiang, Cina                       | 6,0 Mw               | 11            |          |
| 22 dicembre 2003    | San Simeon, California - Stati Uniti | 6,5 Mw VIII Mercalli | 3             |          |
| 25 dicembre 2003    | Puerto Armuelles, Panama             | 6,8 Mw               | 6             |          |
| 26 dicembre 2003    | Bam, Iran                            | 6,6 Mw IX Mercalli   | circa 31.000  | dettagli |

### 2004
| Data              | Luogo                                    | Magnitudo       | Vittime  | Dettagli |
| ----------------- | ---------------------------------------- | --------------- | -------- | -------- |
| 5 febbraio 2004   | Papua, Indonesia                         | 7,0 Richter     | 37       |          |
| 14 febbraio 2004  | Khyber Pakhtunkhwa, Pakistan             | 5,5 Richter     | 24       |          |
| 24 febbraio 2004  | Stretto di Gibilterra, Marocco           | 6,4 Richter     | 628      |          |
| 25 marzo 2004     | Erzurum, Turchia                         | 5,6 Richter     | 10       |          |
| 6 aprile 2004     | Hindu Kush, Afghanistan                  | 6,8 Richter     | Almeno 1 |          |
| 1º maggio 2004    | Taiwan                                   | 5,8 Richter     | 2        |          |
| 28 maggio 2004    | Mazandaran, Iran                         | 6,3 Richter     | 45       |          |
| 1º luglio 2004    | Doğubeyazıt, Turchia                     | 5,1 Richter     | 18       |          |
| 10 agosto 2004    | Sud-Ovest Cina                           | 5,6 Richter     | 4        |          |
| 15 settembre 2004 | Bali, Indonesia                          | 5,5 Richter     | 1        |          |
| 23 ottobre 2004   | Regione di Chūbu, Giappone               | 6,9 Richter     | 46       |          |
| 11 novembre 2004  | Timor Est                                | 7,5 Richter     | 34       |          |
| 20 novembre 2004  | Costa Rica                               | 6,4 Richter     | 8        |          |
| 21 novembre 2004  | Isole Sopravento settentrionali, Caraibi | 6,0 Richter     | 1        |          |
| 26 novembre 2004  | Papua, Indonesia                         | 7,1 Richter     | 32       |          |
| 26 dicembre 2004  | Contea di Yunan, Cina                    | Serie di scosse | 1        |          |
| 26 dicembre 2004  | Oceano Indiano, Sumatra, Indonesia       | 9,1 Richter     | 230.000  | dettagli |

### 2005
| Data              | Luogo                                    | Magnitudo                         | Vittime | Dettagli |
| ----------------- | ---------------------------------------- | --------------------------------- | ------- | -------- |
| 24 gennaio 2005   | Indonesia                                | 6,2 Richter                       | 1       |          |
| 26 gennaio 2005   | Turchia                                  | Serie di scosse                   | 2       |          |
| 2 febbraio 2005   | Indonesia                                | 5,2 Richter                       | 1       |          |
| 5 febbraio 2005   | Mare di Celebes, Indonesia               | 7,1 Richter                       | 2       |          |
| 22 febbraio 2005  | Zarand, Iran                             | 6,4 Richter                       | 612     |          |
| 20 marzo 2005     | Prefettura di Fukuoka, Kyūshū - Giappone | 6,6 Richter                       | 1       |          |
| 28 marzo 2005     | Nias, Indonesia                          | 8,6 Richter                       | 1.313   | [ 4 ]    |
| 4 maggio 2005     | Iran                                     | 5,0 Richter                       | 4       |          |
| 23 maggio 2005    | Sudafrica                                |                                   | 19      |          |
| 13 giugno 2005    | Tarapacá, Cile                           | 7,9 Richter VIII Mercalli         | 11      |          |
| 26 luglio 2005    | Cina                                     | 5,1 Richter                       | 1       |          |
| 22 agosto 2005    | Mar Tirreno, Lazio, Italia               | 4,5 Richter VII Mercalli          | 1       | [ 8 ]    |
| 25 settembre 2005 | Nord Perù                                | 7,5 Richter                       | 10      |          |
| 8 ottobre 2005    | Kashmir, Pakistan                        | 7,6 Richter VIII Mercalli         | 80.000  | dettagli |
| 21 ottobre 2005   | Turchia                                  | 5,9 Richter                       | 1       |          |
| 23 ottobre 2005   | Afghanistan                              | Serie di scosse                   | 5       |          |
| 27 ottobre 2005   | Cina                                     | 4,4 Richter                       | 1       |          |
| 26 novembre 2005  | Jiangxi, Cina                            | Tra i 5,2 Richter e i 5,7 Richter | 16      |          |
| 27 novembre 2005  | Qeshm, Iran                              | 5,9 Richter                       | 13      |          |
| 5 dicembre 2005   | Lago Tanganica, RD del Congo-Tanzania    | 6,8 Richter                       | 6       |          |
| 12 dicembre 2005  | Regione di Hindu Kush, Afghanistan       | 6,7 Richter                       | 5       |          |

### 2006
| Data             | Luogo                         | Magnitudo                                | Vittime | Dettagli |
| ---------------- | ----------------------------- | ---------------------------------------- | ------- | -------- |
| 13 febbraio 2006 | India                         | 5,7 Richter                              | 2       |          |
| 22 febbraio 2006 | Nord Mozambico                | 7,0 Richter                              | 4       |          |
| 14 marzo 2006    | Seram, Indonesia              | 6,7 Richter                              | 4       |          |
| 21 marzo 2006    | Nord-est Algeria              | 5,8 Richter                              | 4       |          |
| 25 marzo 2006    | Iran                          | 6,0 Richter                              | 1       |          |
| 31 marzo 2006    | Borūjerd, Iran                | 6,1 Richter                              | 70      |          |
| 16 aprile 2006   | Iran                          | 6,0 Richter                              | 1       |          |
| 27 maggio 2006   | Yogyakarta, Giava - Indonesia | 6,2 Richter                              | 6.234   |          |
| 3 giugno 2006    | Sud Iran                      | 5,2 Richter                              | 2       |          |
| 17 luglio 2006   | Sud di Giava, Indonesia       | 7,7 Richter                              | 665     | [ 4 ]    |
| 22 luglio 2006   | Yunnan, Cina                  | 5,2 Richter                              | 22      |          |
| 29 luglio 2006   | Chatlon, Tagikistan           | 4,5 Richter                              | 3       |          |
| 26 agosto 2006   | Sud-ovest Cina                | 5,1 Richter                              | 2       |          |
| 15 ottobre 2006  | 21 km a nord di Kiholo Bay    | 6,7 Mw                                   |         | dettagli |
| 18 dicembre 2006 | Nord Sumatra, Indonesia       | Tre scosse, la principale di 5,8 Richter | 8       |          |
| 26 dicembre 2006 | Sud Taiwan                    | 7,1 Richter                              | 2       | dettagli |

### 2007
| Data              | Luogo                                       | Magnitudo                                     | Vittime | Dettagli    |
| ----------------- | ------------------------------------------- | --------------------------------------------- | ------- | ----------- |
| 21 gennaio 2007   | Mare delle Molucche, Indonesia              | 7,5 Richter                                   | 4       |             |
| 6 marzo 2007      | Sumatra, Indonesia                          | Due scosse di 6,4 e 6,3 Richter VIII Mercalli | 82      |             |
| 25 marzo 2007     | Penisola di Noto, Giappone                  | 6,9 Richter                                   | 1       |             |
| 2 aprile 2007     | Isole Salomone                              | 8,1 Richter                                   | 52      | [ 4 ]       |
| 21 aprile 2007    | Regione di Aysén, Cile                      | 6,2 Richter VII Mercalli                      | 10      |             |
| 2 giugno 2007     | Yunnan, Cina                                | 6,1 Richter                                   | 3       |             |
| 16 luglio 2007    | Prefettura di Niigata, Giappone             | 6,6 Richter                                   | 11      | dettagli    |
| 22 luglio 2007    | Nord-est Tagikistan                         | 5,5 Richter                                   | 3       |             |
| 2 agosto 2007     | Stretto dei Tartari, Russia                 | 6,2 Richter                                   | 2       |             |
| 15 agosto 2007    | Perù                                        | 8,0 Richter VIII Mercalli                     | 540     | () dettagli |
| 12 settembre 2007 | Sumatra, Indonesia                          | Tre scosse, 8.5, 7.9 e 7.1 Richter            | 25      | [ 4 ]       |
| 21 ottobre 2007   | Ovest Camerun                               |                                               | 1       |             |
| 26 ottobre 2007   | Pakistan                                    | 5,2 Richter                                   | 1       |             |
| 6 novembre 2007   | India                                       | Due scosse                                    | 1       |             |
| 14 novembre 2007  | Antofagasta, Cile                           | 7,7 Richter VIII/IX Mercalli                  | 2       |             |
| 25 novembre 2007  | Sumbawa, Indonesia                          | Due scosse di 6,5 Richter                     | 3       |             |
| 29 novembre 2007  | Martinica, Francia (America centrale)       | 7,4 Richter                                   | 1       |             |
| 9 dicembre 2007   | Sud-est Brasile                             | 4,9 Richter                                   | 1       |             |
| 20 dicembre 2007  | Al largo dell'Isola del Nord, Nuova Zelanda | 6,8 Richter                                   | 1       |             |

### 2008
| Data              | Luogo                               | Magnitudo                 | Vittime | Dettagli |
| ----------------- | ----------------------------------- | ------------------------- | ------- | -------- |
| 9 gennaio 2008    | Nord Algeria                        | 4,6 Richter               | 1       |          |
| 22 gennaio 2008   | Nias, Indonesia                     | 6,2 Richter               | 1       |          |
| 3 febbraio 2008   | Lago Kivu, RD Congo                 | 5,9 Richter               | 39      |          |
| 6 febbraio 2008   | Est India                           | 4,3 Richter               | 1       |          |
| 14 febbraio 2008  | Ruanda                              | 4,3 Richter               | 1       |          |
| 20 febbraio 2008  | Simeulue, Indonesia                 | 7,4 Richter               | 3       |          |
| 12 maggio 2008    | Sichuan, Cina                       | 7,9 Richter XI Mercalli   | 70.000  | dettagli |
| 24 maggio 2008    | El Calvario, Colombia               | 5,9 Richter VII Mercalli  | 11      |          |
| 25 maggio 2008    | Sichuan-Gansu, Cina                 | 6,1 Richter               | 8       |          |
| 8 giugno 2008     | Peloponneso, Grecia                 | 6,5 Richter VIII Mercalli | 2       |          |
| 14 giugno 2008    | Regione di Tōhoku, Giappone         | 6,9 Richter               | 15      |          |
| 8 luglio 2008     | Sud Perù                            | 6,0 Richter               | 1       |          |
| 15 luglio 2008    | Dodecaneso, Grecia                  | 6,4 Richter               | 1       |          |
| 23 luglio 2008    | Costa Prefettura di Iwate, Giappone | 6,8 Richter               | 1       |          |
| 24 luglio 2008    | Sichuan, Cina                       |                           | 1       |          |
| 5 agosto 2008     | Sud-Ovest, Cina                     |                           | 3       |          |
| 21 agosto 2008    | Yunnan, Cina                        | 5,9 Richter               | 5       |          |
| 30 agosto 2008    | Panzhihua, Sichuan - Cina           | 5,7 Richter VIII Liedu    | 43      |          |
| 9 settembre 2008  | Sumatra, Indonesia                  | 5,6 Richter               | 2       |          |
| 10 settembre 2008 | Bandar Abbas, Iran                  | 6,1 Richter               | 7       |          |
| 17 settembre 2008 | Nathachiwadi, India                 | 4,8 Richter               | 1       |          |
| 5 ottobre 2008    | Kirghizistan                        | 6,6 Richter               | 75      |          |
| 6 ottobre 2008    | Tibet, Cina                         | 6,3 Richter               | 10      |          |
| 11 ottobre 2008   | Cecenia, Russia                     | 5,8 Richter               | 13      |          |
| 29 ottobre 2008   | Belucistan, Pakistan                | 6,4 Richter               | 215     | dettagli |
| 15 novembre 2008  | Cile                                |                           | 10      | [ 9 ]    |
| 16 novembre 2008  | Sulawesi, Indonesia                 | 7,3 Richter VII Mercalli  | 6       |          |
| 10 dicembre 2008  | Sichuan, Cina                       |                           | 2       |          |

### 2009
| Data              | Luogo                                       | Magnitudo                 | Vittime     | Dettagli    |
| ----------------- | ------------------------------------------- | ------------------------- | ----------- | ----------- |
| 4 gennaio 2009    | Papua Occidentale, Nuova Guinea - Indonesia | 7,6 Richter               | 5           |             |
| 4 gennaio 2009    | Grecia                                      | 4,3 Richter               | 1           |             |
| 8 gennaio 2009    | Costa Rica                                  | 6,1 Richter               | 42          |             |
| 6 aprile 2009     | L'Aquila, Abruzzo - Italia                  | 6,1 Richter IX-X Mercalli | 309         | dettagli    |
| 16 aprile 2009    | Afghanistan orientale                       | 5,5 Richter               | 22          | dettagli    |
| 26 aprile 2009    | Centro del Perù                             | 5,6 Richter               | 2           |             |
| 27 aprile 2009    | Guerrero, Messico                           | 5,8 Richter               | 2           |             |
| 28 maggio 2009    | Al largo dell'Honduras                      | 7,3 Richter               | 7           |             |
| 9 luglio 2009     | Yunnan, Cina                                | 5,7 Richter               | 1           |             |
| 11 agosto 2009    | Prefettura di Shizuoka, Honshū - Giappone   | 6,4 Richter               | 1           |             |
| 2 settembre 2009  | Giava, Indonesia                            | 7,0 Richter VII Mercalli  | 79          |             |
| 8 settembre 2009  | Kutaisi, Georgia                            | 6,0 Richter               | sconosciute |             |
| 21 settembre 2009 | Bhutan                                      | 6,1 Richter               | 12          | dettagli    |
| 29 settembre 2009 | Isole Samoa                                 | 8,2 Richter VII Mercalli  | 192         | () dettagli |
| 30 settembre 2009 | Padang, Sumatra - Indonesia                 | 7,6 Richter VIII Mercalli | 1.117       | dettagli    |
| 20 dicembre 2009  | Sud-Ovest Tanzania                          | 6,2 Richter               | 3           | [ 11 ]      |

## Anni 2010

### 2010
| Data              | Luogo                                               | Magnitudo                      | Vittime                        | Dettagli    |
| ----------------- | --------------------------------------------------- | ------------------------------ | ------------------------------ | ----------- |
| 10 gennaio 2010   | Giava, Indonesia                                    | 5,1 Richter                    | 1                              |             |
| 12 gennaio 2010   | Port-au-Prince, Haiti                               | 7,0 Richter X Mercalli         | 250.000-300.000                | dettagli    |
| 18 gennaio 2010   | Provincia del Guizhou, Cina                         | 3,4 Richter                    | 7 e 1 disperso                 | [ 12 ]      |
| 31 gennaio 2010   | Sichuan, Cina                                       | 5,2 Richter                    | 1                              |             |
| 26 febbraio 2010  | Al largo di Okinawa, Isole Ryūkyū - Giappone        | 7,0 Richter                    | 1                              | -           |
| 27 febbraio 2010  | Al largo della Regione del Maule, Cile              | 8,8 Richter IX Mercalli        | 521 e 56 dispersi              | () dettagli |
| 27 febbraio 2010  | Salta, Argentina                                    | 6,3 Richter                    | 2                              |             |
| 8 marzo 2010      | Provincia di Elâzığ, Turchia                        | 6,1 Richter VIII Mercalli      | 42                             | dettagli    |
| 11 marzo 2010     | Pichilemu, Cile                                     | 6,9 Richter Massimo X Mercalli | 2                              | dettagli    |
| 4 aprile 2010     | Mexicali, Bassa California - Messico                | 7,2 Richter IX Mercalli        | 4                              |             |
| 14 aprile 2010    | Qinghai, Cina                                       | 6,9 Richter IX Mercalli        | 2.698                          | dettagli    |
| 18 aprile 2010    | Canale della Mona, tra Rep. Dominicana e Porto Rico | 5,1 Richter                    | 3                              | [ 13 ]      |
| 19 aprile 2010    | Samangan, Afghanistan                               | 5,3 Richter                    | 11                             |             |
| 14 maggio 2010    | Provincia di M'Sila, Algeria                        | 5,2 Richter                    | 3                              |             |
| 31 maggio 2010    | Quepos, Costa Rica                                  | 5,7 Richter                    | 1                              |             |
| 16 giugno 2010    | Sulawesi, Indonesia                                 | 5,1 Richter                    | 1                              | [ 14 ]      |
| 16 giugno 2010    | Papua, Indonesia                                    | 7,1 Richter                    | 22                             | [ 15 ]      |
| 30 giugno 2010    | Stato di Oaxaca, Messico                            | 6,2 Richter                    | 1                              |             |
| 21 luglio 2010    | Lamerd, Regione di Fars - Iran                      | 5,8 Richter                    | 1                              | [ 16 ]      |
| 30 luglio 2010    | Lamerd, Iran                                        | 5,8 Richter                    | 1                              | [ 17 ]      |
| 27 agosto 2010    | Damghan, Iran                                       | 5,9 Richter                    | 3                              |             |
| 4 settembre 2010  | Christchurch, Nuova Zelanda                         | 7,0 Richter                    | 1 (indiretta) e 2 feriti gravi | dettagli    |
| 27 settembre 2010 | Regione di Fars, Iran                               | 6,1 Richter                    | 1                              | [ 19 ]      |
| 7 ottobre 2010    | Polonia                                             | 4,4 Richter                    | 1                              | [ 20 ]      |
| 25 ottobre 2010   | Isole Mentawai, Sumatra - Indonesia                 | 7,7 Richter                    | 451 e 50 dispersi              | () dettagli |
| 3 novembre 2010   | Kraljevo, Serbia                                    | 5,4 Richter                    | 2 e 100 feriti                 | [ 21 ]      |
| 20 dicembre 2010  | Zahedan, Iran                                       | 6,5 Mw                         | 11 e 100 feriti                | dettagli    |
| 30 dicembre 2010  | Legnica, Polonia                                    | 4,5 Richter                    | 3                              |             |

### 2011
| Data              | Luogo                                                            | Magnitudo               | Vittime                                           | Dettagli    |
| ----------------- | ---------------------------------------------------------------- | ----------------------- | ------------------------------------------------- | ----------- |
| 19 gennaio 2011   | Belucistan, Pakistan                                             | 7,3 Mw                  | 2 (indirette)                                     | [ 26 ]      |
| 22 febbraio 2011  | Christchurch, Nuova Zelanda                                      | 6,3 Mw IX-X Mercalli    | 185 morti e 164 feriti gravi                      | dettagli    |
| 10 marzo 2011     | Yunnan, Cina (al confine con il Myanmar)                         | 5,4 Mw VIII-IX Mercalli | 27 e oltre 300 feriti                             | dettagli    |
| 11 marzo 2011     | Sendai, Giappone                                                 | 9,0 Mw                  | 19.000 morti (USGS)                               | () dettagli |
| 24 marzo 2011     | Stato di Shan, Birmania (al confine con il Laos e la Thailandia) | 6,8 Richter IX Mercalli | Almeno 150 morti, più di 200 feriti e 30 dispersi | dettagli    |
| 4 aprile 2011     | Giava, Indonesia                                                 | 6,8 richter             | 1                                                 |             |
| 11 maggio 2011    | Lorca, Spagna                                                    | 5,2 Ml                  | 9                                                 | dettagli    |
| 19 maggio 2011    | Simav, Turchia                                                   | 5,9 MW                  | 3                                                 | [ 30 ]      |
| 13 giugno 2011    | Christchurch, Nuova Zelanda                                      | 6,0 Richter             | 1 e 45 feriti                                     | [ 31 ]      |
| 19 luglio 2011    | Valle di Fergana, Uzbekistan-Kirghizistan-Tagikistan             | 6,1 richter             | 14 morti e 101 feriti                             |             |
| 23 agosto 2011    | Virginia, Stati Uniti                                            | 5,8 richter             | -                                                 | dettagli    |
| 6 settembre 2011  | Aceh, Indonesia                                                  | 6,7 richter             | 3                                                 |             |
| 18 settembre 2011 | Sikkim, India (al confine con il Nepal e il Tibet)               | 6,8 Richter             | 120                                               | [ 32 ]      |
| 23 ottobre 2011   | Provincia di Van, Turchia                                        | 7,2 Richter X Mercalli  | 604 e 4.152 feriti                                | dettagli    |
| 9 novembre 2011   | Provincia di Van, Turchia                                        | 5,7 Richter             | 40 vittime e 260 feriti                           | [ 34 ]      |
| 11 dicembre 2011  | Guerrero, Messico                                                | 6,5 Richter             | 3                                                 | [ 35 ]      |

### 2012
| Data              | Luogo | Magnitudo               | Vittime                     | Dettagli |
| ----------------- | --- | ----------------------- | --------------------------- | -------- |
| 11 gennaio 2012   | Sumatra, Indonesia                                                                                          | 7,2 richter             | 1                           |          |
| 6 febbraio 2012   | Negros, Filippine                                                                                           | 6,7 Richter IX Mercalli | 105 morti e 100 feriti      | [ 36 ]   |
| 14 marzo 2012     | Prefettura di Chiba, Giappone                                                                               | 5.7 richter 6.1 Shindo  | 1                           |          |
| 20 marzo 2012     | Stato di Oaxaca, Messico                                                                                    | 7,9 Richter             | 2                           | [ 37 ]   |
| 25 marzo 2012     | Constitución, Cile                                                                                          | 7,1 richter             | 1                           |          |
| 12 aprile 2012    | Al largo della costa nord di Sumatra, Indonesia                                                             | 8,6 e 8,2 Richter       | 10 (8 indirette) e 7 feriti | [ 38 ]   |
| 16 aprile 2012    | Valparaíso, Cile                                                                                            | 6,7 richter             | 1 (indiretta)               |          |
| 20 maggio 2012    | Finale Emilia (MO), Bondeno (FE), Sermide (MN) e Ficarolo (RO) (Emilia-Romagna, Lombardia e Veneto), Italia | 6.0 Richter (5.9 Mw)    | 7                           | dettagli |
| 22 maggio 2012    | Regione di Pernik, Bulgaria                                                                                 | 5.6 richter             | 1 (indiretta)               |          |
| 29 maggio 2012    | Medolla (MO), Cavezzo (MO) e Moglia (MN) (Emilia-Romagna e Lombardia), Italia                               | 6.0 Richter             | 20                          | dettagli |
| 11 giugno 2012    | Nord Afghanistan                                                                                            | 5,4 e 5,7 Richter       | 80                          | [ 39 ]   |
| 24 giugno 2012    | Sichuan-Yunnan, Cina                                                                                        | 5,5 richter             | 4                           |          |
| 20 luglio 2012    | Yangzhou, Cina                                                                                              | 4,9 richter             | 1                           |          |
| 25 luglio 2012    | Simeulue, Indonesia                                                                                         | 6,4 richter             | 1                           |          |
| 26 luglio 2012    | Isole Mauritius                                                                                             | 6,7 richter             | -                           |          |
| 11 agosto 2012    | Tabriz, Iran                                                                                                | 6,2 e 6,1 Richter       | 306 morti e 3.037 feriti    | [ 40 ]   |
| 27 agosto 2012    | Usulután, El Salvador                                                                                       | 7,4 richter             | -                           |          |
| 31 agosto 2012    | Mindanao, Filippine                                                                                         | 7,6 richter             | 1                           |          |
| 5 settembre 2012  | Sámara, Costa Rica                                                                                          | 7,6 richter             | 2                           | dettagli |
| 7 settembre 2012  | Yunnan, Guizhou, Cina                                                                                       | 5,7 e 5,6 richter       | 89 e oltre 800 feriti       | [ 42 ]   |
| 9 settembre 2012  | Liberia, Costa Rica                                                                                         | 5,6 richter             | -                           |          |
| 30 settembre 2012 | La Vega, Colombia                                                                                           | 7,1 richter             | -                           |          |
| 26 ottobre 2012   | Pollino, Calabria                                                                                           | 5,0 richter             | 1 (infarto)                 | dettagli |
| 28 ottobre 2012   | Columbia Britannica, Canada                                                                                 | 7,7 richter             |                             |          |
| 7 novembre 2012   | Champerico, Guatemala                                                                                       | 7,2 richter             | 52                          | dettagli |
| 11 novembre 2012  | Mandalay, Birmania                                                                                          | 6,6 richter             | 13                          | [ 44 ]   |
| 7 dicembre 2012   | Miyagi, Giappone                                                                                            | 7,4 richter             |                             |          |
| 22 dicembre 2012  | Luganville, Vanuatu                                                                                         | 6,8 richter             |                             |          |

### 2013
| Data              | Luogo                                               | Magnitudo        | Vittime              | Dettagli |
| ----------------- | --------------------------------------------------- | ---------------- | -------------------- | -------- |
| 5 gennaio 2013    | Port Alexander, Alaska                              | 7,7 richter      |                      |          |
| 30 gennaio 2013   | Vallenar, Cile                                      | 6,7 richter      | 1 (indiretta)        |          |
| 6 febbraio 2013   | Isole Santa Cruz, Isole Salomone                    | 8,0 richter      | 13                   | dettagli |
| 8 febbraio 2013   | Isole Santa Cruz, Isole Salomone                    | 7,1 richter      |                      | [ 46 ]   |
| 27 marzo 2013     | Taipei, Taipei                                      | 6,1 richter      | 1                    | [ 47 ]   |
| 7 aprile 2013     | Papua, Indonesia                                    | 7,2 richter      |                      |          |
| 9 aprile 2013     | Bushehr, Iran                                       | 6,3 richter      | 40                   | dettagli |
| 16 aprile 2013    | Khash, Iran                                         | 7,8 richter      | 120 (41 in Pakistan) | dettagli |
| 19 aprile 2013    | Isole Curili, tra Giappone e Russia                 | 7,2 richter      |                      |          |
| 20 aprile 2013    | Tàan, Cina                                          | 6,6 richter      | 203                  | dettagli |
| 24 aprile 2013    | Afghanistan                                         | 5,7 richter      | 23 e 160 feriti      | [ 50 ]   |
| 23 maggio 2013    | Nuku Alofa, Tonga                                   | 7,4 richter      |                      |          |
| 24 maggio 2013    | Mare di Okhotsk, Russia                             | 8,3 richter      |                      |          |
| 2 giugno 2013     | Buli, Taiwan                                        | 6,5 richter      | 1                    |          |
| 21 giugno 2013    | Fivizzano (Massa e Carrara), Italia                 | 5,2 richter      |                      | [ 51 ]   |
| 3 luglio 2013     | Aceh, Indonesia                                     | 6,2 richter      | 22                   | [ 52 ]   |
| 8 luglio 2013     | Nuova Britannia (Nuova Irlanda), Papua Nuova Guinea | 7,2 -6,8 richter |                      | [ 53 ]   |
| 22 luglio 2013    | Gansu, Cina                                         | 6,6 richter      | 94                   | [ 54 ]   |
| 31 agosto 2013    | Yunnan, Cina                                        | 5,9 richter      | 4                    | [ 55 ]   |
| 24 settembre 2013 | Balochistan, Pakistan                               | 7,8 richter      | 780                  | [ 56 ]   |
| 28 settembre 2013 | Balochistan, Pakistan                               | 6,8 richter      | 45                   | [ 56 ]   |
| 15 ottobre 2013   | Isola di Bohol, Filippine                           | 7,1 richter      | 222                  | [ 57 ]   |
| 16 ottobre 2013   | Boungaville, Papua Nuova Guinea                     | 7,1 richter      |                      |          |
| 25 ottobre 2013   | Fukushima, Giappone                                 | 7,6 richter      |                      |          |
| 17 novembre 2013  | Mare di Scozia, Oceano Atlantico                    | 7,8 richter      |                      | [ 58 ]   |
| 28 novembre 2013  | Borazjan, Iran                                      | 5,7 richter      | 7                    | [ 59 ]   |
| 29 dicembre 2013  | Matese, Campania e Molise (Italia)                  | 5,0 richter      | 1 (indiretta)        |          |

### 2014
| Data              | Luogo                                            | Magnitudo         | Vittime       | dettagli |
| ----------------- | ------------------------------------------------ | ----------------- | ------------- | -------- |
| 2 gennaio 2014    | Bastak, Iran                                     | 5,5 richter       | 1             | [ 60 ]   |
| 13 gennaio 2014   | Hatillo, Porto Rico                              | 6,5 richter       |               | [ 61 ]   |
| 20 gennaio 2014   | North Island, Nuova Zelanda                      | 6,3 richter       |               | [ 62 ]   |
| 25 gennaio 2014   | Giava, Indonesia                                 | 6,1 richter       |               | [ 63 ]   |
| 26 gennaio 2014   | Līxouri, Cefalonia                               | 6,0 richter       |               | [ 64 ]   |
| 2 febbraio 2014   | Isole Kermadec, Nuova Zelanda                    | 6,4 richter       |               | [ 65 ]   |
| 3 febbraio 2014   | Līxouri, Cefalonia                               | 6,1 richter       |               | [ 66 ]   |
| 7 febbraio 2014   | Port-Orly, Vanuatu                               | 6,5 richter       |               | [ 67 ]   |
| 12 febbraio 2014  | Xinjiang, Cina                                   | 6,9 richter       |               | [ 68 ]   |
| 18 febbraio 2014  | Windward, Martinica                              | 6,7 richter       |               | [ 69 ]   |
| 2 marzo 2014      | Isole Ryukyu, Giappone                           | 6,7 richter       |               | [ 70 ]   |
| 2 marzo 2014      | Jiquilillo, Nicaragua                            | 6,2 richter       |               | [ 71 ]   |
| 10 marzo 2014     | Al largo delle coste californiane, California    | 6,9 richter       |               | [ 72 ]   |
| 13 marzo 2014     | Kyūshū, Giappone                                 | 6,3 richter       |               | [ 73 ]   |
| 16 marzo 2014     | Sechura, Perù                                    | 6,3 richter       |               | [ 74 ]   |
| 16 marzo 2014     | vicino alla costa di Iquique, Cile               | 6,7 richter       |               | [ 75 ]   |
| 21 marzo 2014     | Al largo delle Isole Nicobare, India             | 6,5 richter       |               | [ 76 ]   |
| 2 aprile 2014     | Costa settentrionale del Cile, Cile              | 8,2 e 7,8 richter | 7             | [ 77 ]   |
| 2 aprile 2014     | Al largo delle coste di Panama, Panama           | 6,0 richter,      |               | [ 78 ]   |
| 11 aprile 2014    | Managua, Nicaragua                               | 6,1 richter       | 1             | [ 79 ]   |
| 11 aprile 2014    | Isola di Bougainville, Papua Nuova Guinea        | 7,3 richter       | 1             | [ 80 ]   |
| 11 aprile 2014    | Nandaime, Nicaragua                              | 6,6 richter       |               | [ 81 ]   |
| 12 aprile 2014    | Kirakira, Isole Salomone                         | 7,6 richter       |               | [ 82 ]   |
| 13 aprile 2014    | Kirakira, Isole Salomone                         | 7,4 richter       |               | [ 83 ]   |
| 15 aprile 2014    | Isola Bouvet, Antartide                          | 6,8 richter       |               | [ 84 ]   |
| 18 aprile 2014    | Guerrero, Messico                                | 7,2 richter       |               | [ 85 ]   |
| 19 aprile 2014    | Bougainville, Papua Nuova Guinea                 | 7,5 e 6,6 richter |               | [ 86 ]   |
| 23 aprile 2014    | Vancouver Island, Canada                         | 6,7 richter       |               | [ 87 ]   |
| 26 aprile 2014    | Nukuʻalofa, Tonga                                | 6,5 richter       |               | [ 88 ]   |
| 1º maggio 2014    | Isole Loyauté, Nuova Caledonia                   | 6,7 richter       |               | [ 89 ]   |
| 5 maggio 2014     | Ito, Giappone                                    | 6,2 richter       |               | [ 90 ]   |
| 5 maggio 2014     | Chiang Rai, Thailandia                           | 6 richter         | 1             | [ 91 ]   |
| 7 maggio 2014     | Guerrero, Messico                                | 6,4 richter       |               | [ 92 ]   |
| 8 maggio 2014     | Nawabshah, Pakistan                              | 5 richter         | 3             | [ 93 ]   |
| 13 maggio 2014    | Punta di Burica, Panama                          | 6,8 richter       |               | [ 94 ]   |
| 15 maggio 2014    | Al largo della costa di Negros, Filippine        | 6,2 richter       |               | [ 95 ]   |
| 24 maggio 2014    | Tra le isole di Samotracia e Lemno, Grecia       | 6,9 richter       |               | [ 96 ]   |
| 30 maggio 2014    | Yunnan, Cina                                     | 5,9 richter       |               | [ 97 ]   |
| 24 giugno 2014    | Isole Aleutine, Alaska                           | 8,0 richter       |               | [ 98 ]   |
| 7 luglio 2014     | Chiapas, Messico                                 | 6,9 richter       | 8             | [ 99 ]   |
| 11 luglio 2014    | Al largo della costa di Honshū, Giappone         | 6,8 richter       |               | [ 100 ]  |
| 14 luglio 2014    | Isola di Mindanao, Filippine                     | 6,4 richter       |               | [ 101 ]  |
| 29 luglio 2014    | Veracruz, Messico                                | 6,3 richter       |               | [ 102 ]  |
| 1º agosto 2014    | Algeri, Algeria                                  | 5,6 richter       | 6 (indirette) | [ 103 ]  |
| 3 agosto 2014     | Yunnan, Cina                                     | 6,5 richter       | 617           | dettagli |
| 5 agosto 2014     | Orkney, Sudafrica                                | 5,4 richter       | 1             | [ 105 ]  |
| 12 agosto 2014    | Quito, Ecuador                                   | 5,1 richter       | 3             | dettagli |
| 13 agosto 2014    | Stato di Oaxaca, Messico                         | 5,8 richter       |               | [ 106 ]  |
| 18 agosto 2014    | nella provincia di Ilam, Iran                    | 6,2 richter       |               | [ 107 ]  |
| 23 agosto 2014    | Valparaíso, Cile                                 | 6,6 richter       |               | [ 108 ]  |
| 24 agosto 2014    | California, Stati Uniti                          | 6 richter         |               | [ 109 ]  |
| 25 agosto 2014    | Ayacucho, Perù                                   | 6,9 richter       |               | [ 110 ]  |
| 10 settembre 2014 | Al largo dell'Arcipelago di Molucche, Indonesia  | 6,2 richter       |               | [ 111 ]  |
| 16 settembre 2014 | Tochigi, Giappone                                | 5,6 richter       |               | [ 112 ]  |
| 17 settembre 2014 | Isola di Guam, Guam                              | 7,1 richter       |               | [ 113 ]  |
| 25 settembre 2014 | Anchorage, Alaska                                | 6,2 richter       |               | [ 114 ]  |
| 28 settembre 2014 | Cuzco, Perù                                      | 5,1 richter       | 8             | [ 115 ]  |
| 7 ottobre 2014    | Yunnan, Cina                                     | 6,0 richter       | 2             | [ 116 ]  |
| 9 ottobre 2014    | A sud est dell'Oceano Pacifico, Pacifico         | 7,1 richter       |               | [ 117 ]  |
| 11 ottobre 2014   | Al largo della costa di Hokkaidō, Giappone       | 6,3 richter       |               | [ 118 ]  |
| 14 ottobre 2014   | Al largo della costa di El Salvador, El Salvador | 7,4 richter       | 1             | [ 119 ]  |
| 7 novembre 2014   | Nuova Britannia, Papua Nuova Guinea              | 6,6 richter       |               | [ 120 ]  |
| 15 novembre 2014  | Al Largo delle Isole Molucche, Indonesia         | 7,3 richter       |               | [ 121 ]  |
| 17 novembre 2014  | Al Largo delle coste di Gisborne, Nuova Zelanda  | 6,7 richter       |               | [ 122 ]  |
| 21 novembre 2014  | Al Largo delle Isole Molucche, Indonesia         | 6,9 richter       |               | [ 123 ]  |
| 22 novembre 2014  | Sichuan, Cina                                    | 5,8 richter       | 5             | [ 124 ]  |
| 23 novembre 2014  | Nagano, Giappone                                 | 6,2 richter       |               | [ 125 ]  |
| 26 novembre 2014  | Al largo delle Isole Molucche, Indonesia         | 6,8 richter       |               | [ 126 ]  |
| 6 dicembre 2014   | Yunnan, Cina                                     | 5,6 e 6,1 richter | 1             | [ 127 ]  |
| 7 dicembre 2014   | Di fronte alla costa del Guatemala, Guatemala    | 6,0 richter       | 1             | [ 128 ]  |
| 8 dicembre 2014   | Al largo della costa di Panama, Panama           | 6,7 richter       |               | [ 129 ]  |

### 2015
| Data              | Luogo                                                       | Magnitudo         | Vittime | Dettagli |
| ----------------- | ----------------------------------------------------------- | ----------------- | ------- | -------- |
| 23 gennaio 2015   | Al largo delle coste di Vanuatu, Vanuatu                    | 6,7 richter       |         | [ 130 ]  |
| 27 febbraio 2015  | Mar di Flores, Indonesia                                    | 6,6 richter       |         | [ 131 ]  |
| 10 marzo 2015     | Dipartimento di Santander, Colombia                         | 6,2 richter       |         | [ 132 ]  |
| 30 marzo 2015     | Nuova Britannia, Papua Nuova Guinea                         | 7,7 richter       |         | [ 133 ]  |
| 30 marzo 2015     | Isola di Samoa, Samoa                                       | 6,8 richter       |         | [ 134 ]  |
| 15 aprile 2015    | Peyia, Cipro                                                | 5,3 richter       |         | [ 135 ]  |
| 16 aprile 2015    | Isola di Creta, Grecia                                      | 6,1 richter       |         | [ 136 ]  |
| 20 aprile 2015    | Hualien, Taiwan                                             | 6,4 richter       | 1       | [ 137 ]  |
| 24 aprile 2015    | Queen Charlotte, Canada                                     | 6,1 richter       |         | [ 138 ]  |
| 25 aprile 2015    | tra Kathmandu e Pokhara, Nepal                              | 7,8 richter       | 8691    | dettagli |
| 30 aprile 2015    | Nuova Britannia, Papua Nuova Guinea                         | 6,8 richter       |         | [ 140 ]  |
| 5 maggio 2015     | Nuova Britannia, Papua Nuova Guinea                         | 7,4 richter       |         | [ 141 ]  |
| 12 maggio 2015    | nei pressi del Monte Everest, Nepal                         | 7,4 richter       | 228     | [ 142 ]  |
| 13 maggio 2015    | Al largo della costa di Miyagi, Giappone                    | 6,6 richter       |         | [ 143 ]  |
| 20 maggio 2015    | tra l'isola di Makira e le Isole Santa Cruz, Isole Salomone | 6,8 richter       |         | [ 144 ]  |
| 23 maggio 2015    | tra l'isola di Makira e le Isole Santa Cruz, Isole Salomone | 6,9 e 6,8 richter |         | [ 145 ]  |
| 30 maggio 2015    | vicino a Ogasawara, Giappone                                | 8,5 richter       |         | [ 146 ]  |
| 5 giugno 2015     | Sabha, Malaysia                                             | 6,0 richter       | 19      | [ 147 ]  |
| 20 giugno 2015    | Talcahuano, Cile                                            | 6,4 richter       |         | [ 148 ]  |
| 3 luglio 2015     | Xinjiang, Cina                                              | 6,4 richter       | 4       | [ 149 ]  |
| 18 luglio 2015    | Isole Santa Cruz, Isole Salomone                            | 7,0 richter       |         | [ 150 ]  |
| 25 luglio 2015    | Islamabad, Pakistan                                         | 5,1 richter       | 3       | [ 151 ]  |
| 27 luglio 2015    | Isole Aleutine, Alaska                                      | 6,9 richter       |         | [ 152 ]  |
| 28 luglio 2015    | Jayapura, Indonesia                                         | 7,0 richter       |         | [ 153 ]  |
| 29 luglio 2015    | Darién, Panama                                              | 5,9 richter       |         | [ 154 ]  |
| 7 agosto 2015     | Kivu, Repubblica Democratica del Congo                      | 5,5 richter       | 3       | [ 155 ]  |
| 9 agosto 2015     | Isole Kermadec, Nuova Zelanda                               | 6,2 richter       |         | [ 156 ]  |
| 17 settembre 2015 | Coquimbo, Cile                                              | 8,3 richter       | 16      | [ 157 ]  |
| 24 settembre 2015 | Sorong, Indonesia                                           | 6,6 richter       |         | [ 158 ]  |
| 17 ottobre 2015   | Salta, Argentina                                            | 5,9 richter       | 2       | [ 159 ]  |
| 21 ottobre 2015   | Al largo dell'isola diEspiritu Santo, Vanuatu               | 7,1 richter       |         | [ 160 ]  |
| 26 ottobre 2015   | Hindu Kush, Afghanistan                                     | 7,7 richter       | 508     | [ 161 ]  |
| 7 novembre 2015   | Ovalle, Cile                                                | 6,7 richter       |         | [ 162 ]  |
| 7 novembre 2015   | Mérida, Venezuela                                           | 4,8 richter       | 1       | [ 163 ]  |
| 17 novembre 2015  | Isola di Lefkada, Grecia                                    | 6,5 richter       | 2       | [ 164 ]  |
| 22 novembre 2015  | Hindu Kush, Afghanistan                                     | 5,9 richter       | 2       | [ 165 ]  |
| 27 novembre 2015  | Monywa, Myanmar                                             | 5,5 richter       |         | [ 166 ]  |
| 7 dicembre 2015   | Murghob, Tagikistan                                         | 7,2 richter       | 2       | [ 167 ]  |
| 20 dicembre 2015  | Kalimantan, Indonesia                                       | 6,0 richter       |         | [ 168 ]  |

### 2016
| Data              | Luogo                                                                                          | Magnitudo               | Vittime       | Dettagli |
| ----------------- | ---------------------------------------------------------------------------------------------- | ----------------------- | ------------- | -------- |
| 3 gennaio 2016    | Manipur, India                                                                                 | 6,8 richter             | 21            | [ 169 ]  |
| 24 gennaio 2016   | Seldovia, Alaska                                                                               | 6,8 richter             |               | [ 170 ]  |
| 25 gennaio 2016   | Mar Mediterraneo, Al Hoceima, Marocco                                                          | 6,3 richter             |               | [ 171 ]  |
| 30 gennaio 2016   | Kamčatka, Russia                                                                               | 7,2 richter             |               | [ 172 ]  |
| 5 febbraio 2016   | Tainan, Taiwan                                                                                 | 6,4 richter             | 117           | [ 173 ]  |
| 12 febbraio 2016  | Andekantor, Indonesia                                                                          | 6,5 richter             |               | [ 174 ]  |
| 14 febbraio 2016  | Christchurch, Nuova Zelanda                                                                    | 5,7 richter             |               | [ 175 ]  |
| 2 marzo 2016      | Al largo dell isola di Sumatra, Indonesia                                                      | 7,8 richter             |               | [ 176 ]  |
| 11 aprile 2016    | Chitra, Pakistan                                                                               | 6,6 richter             | 10            | [ 177 ]  |
| 13 aprile 2016    | Mawlaik, Myanmar                                                                               | 6,9 richter             | 2             | [ 178 ]  |
| 14 aprile 2016    | Kyūshū, Giappone                                                                               | 6,5 e 7,3 richter       | 49            | [ 179 ]  |
| 15 aprile 2016    | Muisne, Ecuador                                                                                | 7,8 richter             | 660           | dettagli |
| 18 maggio 2016    | Esmeraldas, Ecuador                                                                            | 6,5 e 6,8 richter       | 1             | [ 180 ]  |
| 24 agosto 2016    | Amatrice (RI), Accumoli (RI), Arquata del Tronto (AP) (Lazio e Marche), Italia                 | 6,0 richter             | 299           | dettagli |
| 24 agosto 2016    | Chauk, Birmania                                                                                | 6,7 richter             | 4             | [ 182 ]  |
| 10 settembre 2016 | Nsunga, Tanzania                                                                               | 5,7 Richter             | 27            |          |
| 17 ottobre 2016   | Ioannina, Grecia                                                                               | 5.2 Richter             |               |          |
| 26 ottobre 2016   | Castelsantangelo sul Nera (MC), Visso (MC), Ussita (MC), Preci (PG) (Marche ed Umbria), Italia | 5,4 Richter 5,9 Richter | 1 (indiretta) | dettagli |
| 30 ottobre 2016   | Norcia (PG) (Umbria), Italia                                                                   | 6,5 Richter             | 2 (indirette) | dettagli |
| 14 novembre 2016  | Hanmer Springs, Nuova Zelanda                                                                  | 7,5 Richter             | 2             |          |
| 7 dicembre 2016   | Banda Aceh, Indonesia                                                                          | 6,5 richter             | 102           | [ 183 ]  |
| 8 dicembre 2016   | Kirakira, Isole Salomone                                                                       | 7,8 richter             |               | [ 184 ]  |
| 25 dicembre 2016  | Chiloé, Cile                                                                                   | 7,6 richter             |               | [ 185 ]  |

### 2017
| Data              | Luogo                                     | Magnitudo                                    | Vittime | Dettagli |
| ----------------- | ----------------------------------------- | -------------------------------------------- | ------- | -------- |
| 18 gennaio 2017   | Capitignano, Italia                       | Serie di scosse: 5,1 Mw 5,5 Mw 5,4 Mw 5,0 Mw | 1       | dettagli |
| 22 gennaio 2017   | Bougainville, Papua Nuova Guinea          | 7,9 richter                                  |         | [ 186 ]  |
| 10 febbraio 2017  | Mindanao, Filippine                       | 6,5 richter                                  | 15      | [ 187 ]  |
| 21 luglio 2017    | Mar Egeo, Coo, Grecia                     | 6,7 richter                                  | 2       | [ 188 ]  |
| 21 agosto 2017    | Casamicciola Terme, Ischia, Italia        | 4,0 richter                                  | 2       | dettagli |
| 8 settembre 2017  | Oceano Pacifico, Chiapas, Messico         | 8,2 richter                                  | 98      | dettagli |
| 19 settembre 2017 | Puebla, Messico                           | 7,1 richter                                  | 370     | dettagli |
| 23 settembre 2017 | Oaxaca, Messico                           | 6,1 richter                                  |         | [ 189 ]  |
| 4 novembre 2017   | Oceano Pacifico, Tonga                    | 6,8 richter                                  |         | [ 190 ]  |
| 12 novembre 2017  | Paveh, Iran                               | 7,3 richter                                  | 545     | [ 191 ]  |
| 13 novembre 2017  | Cantone di Parrita, Costa Rica            | 6,5 richter                                  | 3       | [ 192 ]  |
| 17 novembre 2017  | Nyingchi, Cina                            | 6,3 richter                                  |         | [ 193 ]  |
| 19 novembre 2017  | Oceano Pacifico, Nuova Caledonia          | 6,6 richter                                  |         | [ 194 ]  |
| 19 novembre 2017  | Oceano Pacifico, Nuova Caledonia          | 7,0 richter                                  |         | [ 195 ]  |
| 30 novembre 2017  | Dorsale medio atlantica, Oceano Atlantico | 6,7 richter                                  |         | [ 196 ]  |
| 1º dicembre 2017  | Kerman, Iran                              | 6,0 richter                                  |         | [ 197 ]  |
| 3 dicembre 2017   | San Vicente, Ecuador                      | 6,0 richter                                  |         | [ 198 ]  |
| 8 dicembre 2017   | Oceano Pacifico, Micronesia               | 6,5 richter                                  |         | [ 199 ]  |
| 12 dicembre 2017  | Kerman, Iran                              | 5,9 richter                                  |         | [ 200 ]  |
| 12 dicembre 2017  | Kerman, Iran                              | 6,0 richter                                  |         | [ 201 ]  |
| 13 dicembre 2017  | Oceano antartico, Bouvet                  | 6,5 richter                                  |         | [ 202 ]  |
| 15 dicembre 2017  | Giava, Indonesia                          | 6,5 richter                                  | 4       | [ 203 ]  |

### 2018
| Data              | Luogo                                                                   | Magnitudo   | Vittime | Dettagli |
| ----------------- | ----------------------------------------------------------------------- | ----------- | ------- | -------- |
| 10 gennaio 2018   | Mare Caraibico, Honduras                                                | 7,6 richter |         | [ 204 ]  |
| 11 gennaio 2018   | Pyu, Birmania                                                           | 6,0 richter |         | [ 205 ]  |
| 14 gennaio 2018   | Oceano Pacifico, Acarí, Perù                                            | 7,1 richter | 2       | [ 206 ]  |
| 19 gennaio 2018   | Golfo di California, Messico                                            | 6,3 richter |         | [ 207 ]  |
| 21 gennaio 2018   | Putre, Cile                                                             | 6,3 richter |         | [ 208 ]  |
| 23 gennaio 2018   | Oceano Indiano, Giava, Indonesia                                        | 6,0 richter |         | [ 209 ]  |
| 23 gennaio 2018   | Oceano Pacifico, Golfo dell'Alaska, Alaska, Stati Uniti                 | 7,9 richter |         | [ 210 ]  |
| 31 gennaio 2018   | Badakhshan, Afghanistan                                                 | 6,1 richter |         | [ 211 ]  |
| 4 febbraio 2018   | Oceano Pacifico, Taiwan                                                 | 6,1 richter |         | [ 212 ]  |
| 6 febbraio 2018   | Hualien, Taiwan                                                         | 6,4 richter | 17      | [ 213 ]  |
| 17 febbraio 2018  | Pinotepa de Don Luis, Oaxaca, Messico                                   | 7,2 richter |         | [ 214 ]  |
| 17 febbraio 2018  | Swansea, Galles, Regno Unito                                            | 4,7 richter |         | [ 215 ]  |
| 25 febbraio 2018  | Provincia di Hela, Papua Nuova Guinea                                   | 7,5 richter | 160     | dettagli |
| 6 marzo 2018      | Provincia di Hela, Papua Nuova Guinea                                   | 6,7 richter |         | [ 216 ]  |
| 8 marzo 2018      | Mare delle Salomone, Papua Nuova Guinea                                 | 6,8 richter |         | [ 217 ]  |
| 29 marzo 2018     | Nuova Britannia, Papua Nuova Guinea                                     | 6,9 richter |         | [ 218 ]  |
| 2 aprile 2018     | Chuquisaca, Bolivia                                                     | 6,8 richter |         | [ 219 ]  |
| 7 aprile 2018     | Provincia Occidentale, Papua Nuova Guinea                               | 6,3 richter |         | [ 220 ]  |
| 4 maggio 2018     | Hawaii, Stati Uniti                                                     | 6,9 richter |         | dettagli |
| 5 maggio 2018     | Oceano Pacifico, Filippine                                              | 6,1 richter |         | [ 221 ]  |
| 9 maggio 2018     | Badakhshan, Afghanistan                                                 | 6,2 richter |         | [ 222 ]  |
| 21 giugno 2018    | Oceano Pacifico, Vanuatu                                                | 6,1 richter |         | [ 223 ]  |
| 13 luglio 2018    | Oceano Pacifico, Vanuatu                                                | 6,4 richter |         | [ 224 ]  |
| 15 luglio 2018    | Mar Arabico, Yemen                                                      | 6,0 richter |         | [ 225 ]  |
| 19 luglio 2018    | Puebla, Messico                                                         | 5,7 richter |         | [ 226 ]  |
| 29 luglio 2018    | Lombok, Nusa Tenggara Occidentale, Indonesia                            | 6,4 richter | 20      | [ 227 ]  |
| 5 agosto 2018     | Lombok, Nusa Tenggara Occidentale, Indonesia                            | 6,9 richter | 436     | [ 228 ]  |
| 12 agosto 2018    | Kaktovik, Alaska                                                        | 6,4 richter |         | [ 229 ]  |
| 16 agosto 2018    | Oceano Pacifico, Giappone                                               | 6,4 richter |         | [ 230 ]  |
| 17 agosto 2018    | Golfito, Costa Rica                                                     | 6,1 richter |         | [ 231 ]  |
| 19 agosto 2018    | Lombok, Nusa Tenggara Occidentale, Indonesia                            | 6,9 richter | 14      | [ 232 ]  |
| 19 agosto 2018    | Oceano Pacifico, Figi                                                   | 8,2 richter |         | [ 233 ]  |
| 19 agosto 2018    | Oceano Pacifico, Figi                                                   | 6,8 richter |         | [ 234 ]  |
| 21 agosto 2018    | Mare Caraibico, Venezuela                                               | 7,3 richter |         | [ 235 ]  |
| 21 agosto 2018    | Oceano Pacifico, Vanuatu                                                | 6,5 richter |         | [ 236 ]  |
| 22 agosto 2018    | Oceano Pacifico, Oregon, Stati Uniti                                    | 6,3 richter |         | [ 237 ]  |
| 23 agosto 2018    | Isole Aleutine, Alaska                                                  | 6,3 richter |         | [ 238 ]  |
| 24 agosto 2018    | Madre de Dios, Perù                                                     | 7,1 richter |         | [ 239 ]  |
| 26 agosto 2018    | Javanrud, Iran                                                          | 6,0 richter | 3       | [ 240 ]  |
| 29 agosto 2018    | Oceano Pacifico, Isole Marianne Settentrionali                          | 6,4 richter |         | [ 241 ]  |
| 29 agosto 2018    | Oceano Pacifico, Nuova Caledonia                                        | 7,1 richter |         | [ 242 ]  |
| 5 settembre 2018  | Monti Urali, Ufa, Russia                                                | 5,4 richter |         | [ 243 ]  |
| 5 settembre 2018  | Hokkaidō, Giappone                                                      | 6,6 richter | 35      | [ 244 ]  |
| 6 settembre 2018  | Oceano Pacifico, Figi                                                   | 7,8 richter |         | [ 245 ]  |
| 7 settembre 2018  | Cuenca, Ecuador                                                         | 6,2 richter |         | [ 246 ]  |
| 8 settembre 2018  | Mindanao, Filippine                                                     | 6,1 richter |         | [ 247 ]  |
| 9 settembre 2018  | Mare delle Salomone, Isole Salomone                                     | 6,5 richter |         | [ 248 ]  |
| 10 settembre 2018 | Oceano Pacifico, Nuova Zelanda                                          | 6,9 richter |         | [ 249 ]  |
| 10 settembre 2018 | Oceano Pacifico, Nuova Caledonia                                        | 6,3 richter |         | [ 250 ]  |
| 16 settembre 2018 | Oceano Pacifico, Figi                                                   | 6,5 richter |         | [ 251 ]  |
| 23 settembre 2018 | Oceano Pacifico, Guam                                                   | 6,4 richter |         | [ 252 ]  |
| 28 settembre 2018 | Sulawesi, Indonesia                                                     | 7,5 richter | 4340    | dettagli |
| 30 settembre 2018 | Oceano Pacifico, Figi                                                   | 6,8 richter |         | [ 254 ]  |
| 2 ottobre 2018    | Oceano Indiano, Indonesia                                               | 6,0 richter |         | [ 255 ]  |
| 7 ottobre 2018    | Oceano Atlantico, Port-de-Paix, Haiti                                   | 5,9 richter | 12      | [ 256 ]  |
| 9 ottobre 2018    | Oceano Pacifico, Isole Curili, Russia                                   | 6,0 richter |         | [ 257 ]  |
| 10 ottobre 2018   | Mar di Giava, Indonesia                                                 | 6,0 richter |         | [ 258 ]  |
| 10 ottobre 2018   | Nuova Britannia, Papua Nuova Guinea                                     | 7,0 richter |         | [ 259 ]  |
| 10 ottobre 2018   | Oceano Pacifico, Isole Curili, Russia                                   | 6,5 richter |         | [ 260 ]  |
| 11 ottobre 2018   | Nuova Britannia, Papua Nuova Guinea                                     | 6,2 richter |         | [ 261 ]  |
| 13 ottobre 2018   | Mare di Ochotsk, Kamčatka, Russia                                       | 6,7 richter |         | [ 262 ]  |
| 16 ottobre 2018   | Oceano Pacifico, Nuova Caledonia                                        | 6,3 richter |         | [ 263 ]  |
| 16 ottobre 2018   | Oceano Pacifico, Nuova Caledonia                                        | 6,4 richter |         | [ 264 ]  |
| 22 ottobre 2018   | Oceano Pacifico, Isola di Vancouver, Canada                             | 6,6 richter |         | [ 265 ]  |
| 22 ottobre 2018   | Oceano Pacifico, Isola di Vancouver, Canada                             | 6,8 richter |         | [ 266 ]  |
| 22 ottobre 2018   | Oceano Pacifico, Isola di Vancouver, Canada                             | 6,5 richter |         | [ 265 ]  |
| 26 ottobre 2018   | Mar Ionio, Zante, Grecia                                                | 6,8 richter |         | [ 267 ]  |
| 26 ottobre 2018   | Oceano Pacifico, Isole Marianne Settentrionali                          | 6,2 richter |         | [ 268 ]  |
| 28 ottobre 2018   | Oceano Pacifico, El Salvador                                            | 6,1 richter |         | [ 269 ]  |
| 29 ottobre 2018   | Canale di Drake, Cile                                                   | 6,3 richter |         | [ 270 ]  |
| 30 ottobre 2018   | Isola del Nord, Nuova Zelanda                                           | 6,1 richter |         | [ 271 ]  |
| 30 ottobre 2018   | Mar Ionio, Zante, Grecia                                                | 6,0 richter |         | [ 272 ]  |
| 1º novembre 2018  | Tarapacá, Iquique, Cile                                                 | 6,2 richter |         | [ 273 ]  |
| 9 novembre 2018   | Mar di Groenlandia, Jan Mayen, Norvegia                                 | 6,8 richter |         | [ 274 ]  |
| 10 novembre 2018  | Oceano Pacifico, Tonga                                                  | 6,2 richter |         | [ 275 ]  |
| 11 novembre 2018  | Oceano Atlantico settentrionale, Sud America                            | 6,2 richter |         | [ 276 ]  |
| 14 novembre 2018  | Mare di Bering, Kamčatka, Russia                                        | 6,0 richter |         | [ 277 ]  |
| 15 novembre 2018  | Oceano Atlantico, Isole Sandwich Australi                               | 6,4 richter |         | [ 278 ]  |
| 16 novembre 2018  | Oceano Pacifico, Isole Salomone                                         | 6,2 richter |         | [ 279 ]  |
| 18 novembre 2018  | Oceano Pacifico, Figi                                                   | 6,7 richter |         | [ 280 ]  |
| 25 novembre 2018  | Mare Caraibico, Nicaragua                                               | 6,0 richter |         | [ 281 ]  |
| 25 novembre 2018  | Kermanshah, Iran                                                        | 6,3 richter | 5       | [ 282 ]  |
| 30 novembre 2018  | Anchorage, Alaska                                                       | 7,0 richter |         | [ 283 ]  |
| 1º dicembre 2018  | Mar di Banda, Indonesia - Timor Est                                     | 6,3 richter |         | [ 284 ]  |
| 5 dicembre 2018   | Oceano Pacifico, Nuova Caledonia                                        | 7,5 richter |         | [ 285 ]  |
| 5 dicembre 2018   | Oceano Pacifico, Nuova Caledonia                                        | 6,6 richter |         | [ 283 ]  |
| 11 dicembre 2018  | Oceano Atlantico meridionale, Georgia del Sud e Isole Sandwich Australi | 7,1 richter |         | [ 286 ]  |
| 16 dicembre 2018  | Papua, Indonesia                                                        | 6,1 richter |         | [ 287 ]  |
| 20 dicembre 2018  | Mare di Bering, Kamčatka, Russia                                        | 7,4 richter |         | [ 288 ]  |
| 22 dicembre 2018  | Oceano Pacifico, Vanuatu                                                | 6,0 richter |         | [ 289 ]  |
| 24 dicembre 2018  | Oceano Pacifico, Tonga                                                  | 6,4 richter |         | [ 290 ]  |
| 29 dicembre 2018  | Oceano Pacifico, Mindanao, Filippine                                    | 7,0 richter |         | [ 291 ]  |

### 2019
| Data              | Luogo                                              | Magnitudo   | Vittime | Dettagli |
| ----------------- | -------------------------------------------------- | ----------- | ------- | -------- |
| 5 gennaio 2019    | Acre, Brasile                                      | 6,8 richter |         | [ 292 ]  |
| 6 gennaio 2019    | Mare delle Molucche, Indonesia                     | 6,6 richter |         | [ 293 ]  |
| 8 gennaio 2019    | Oceano Pacifico, Kyūshū, Giappone                  | 6,3 richter |         | [ 294 ]  |
| 15 gennaio 2019   | Oceano Pacifico, Vanuatu                           | 6,6 richter |         | [ 295 ]  |
| 17 gennaio 2019   | Mare di Bismarck, Papua Nuova Guinea               | 6,2 richter |         | [ 296 ]  |
| 18 gennaio 2019   | Oceano Pacifico, Vanuatu                           | 6,0 richter |         | [ 297 ]  |
| 20 gennaio 2019   | Oceano Pacifico, Coquimbo, Cile                    | 6,7 richter | 2       | [ 298 ]  |
| 21 gennaio 2019   | Oceano Indiano, Indonesia                          | 6,0 richter |         | [ 299 ]  |
| 22 gennaio 2019   | Oceano Indiano, Indonesia                          | 6,4 richter |         | [ 300 ]  |
| 22 gennaio 2019   | Oceano Indiano, Isole del Principe Edoardo         | 6,7 richter |         | [ 301 ]  |
| 26 gennaio 2019   | Mare delle Salomone, Isole Salomone                | 6,2 richter |         | [ 302 ]  |
| 26 gennaio 2019   | Oceano Pacifico, Figi                              | 6,2 richter |         | [ 303 ]  |
| 1º febbraio 2019  | Chiapas, Messico                                   | 6,6 richter |         | [ 304 ]  |
| 2 febbraio 2019   | Oceano Indiano, Sumatra, Indonesia                 | 6,1 richter |         | [ 305 ]  |
| 14 febbraio 2019  | Oceano Atlantico, Isole Azzorre, Portogallo        | 6,2 richter |         | [ 306 ]  |
| 17 febbraio 2019  | Oceano Pacifico, Nuova Irlanda, Papua Nuova Guinea | 6,4 richter |         | [ 307 ]  |
| 22 febbraio 2019  | Pastaza, Ecuador                                   | 7,5 richter |         | [ 308 ]  |
| 1º marzo 2019     | Azángaro, Puno, Perù                               | 7,0 richter |         | [ 309 ]  |
| 4 luglio 2019     | Ridgecrest, California, USA                        | 6,4 Mw      | 1       | dettagli |
| 5 luglio 2019     | Ridgecrest, California, USA                        | 7,1 Mw      | 1       | dettagli |
| 26 settembre 2019 | Mar di Marmara, Turchia                            | 5,4 richter |         | dettagli |
| 14 novembre 2019  | Nord Sulawesi, Indonesia                           | 7,1 richter |         | [ 311 ]  |
| 26 novembre 2019  | Durazzo, Albania                                   | 6,5 richter | 51      | dettagli |
| 27 novembre 2019  | Creta, Grecia                                      | 6,0 richter |         |          |
| 6 dicembre 2019   | Hifio, Tonga                                       | 6.4 Richter |         |          |

## Anni 2020

### 2020
| Data                          | Luogo                                          | Magnitudo               | Vittime | Dettagli |
| ----------------------------- | ---------------------------------------------- | ----------------------- | ------- | -------- |
| 7 gennaio 2020                | Porto Rico                                     | 6,4 Mw                  |         |          |
| 19 gennaio 2020               | Xinjiang, Cina                                 | 6,0 Mw                  |         |          |
| 24 gennaio 2020               | Elâzığ, Turchia                                | 6.9 Mw VIII             | 41      | dettagli |
| 28 gennaio 2020               | Fossa delle Cayman                             | 7,7 Mw                  |         | dettagli |
| 30 gennaio 2020               | Dodecaneso, Grecia                             | 6,0 Mw                  |         |          |
| 23 febbraio 2020              | Iran                                           | 6,0 Mw                  | 9       | dettagli |
| 18 marzo 2020                 | Bali, Indonesia                                | 6,3 Mw                  |         |          |
| 22 marzo 2020                 | Zagabria, Croazia                              | 5,4 Mw                  | 2       | dettagli |
| 25 marzo 2020                 | Isole Curili, Russia                           | 7,6 Mw                  |         |          |
| 1 aprile 2020                 | Idaho, Stati Uniti d'America                   | 6,4 Mw                  |         |          |
| 17 aprile 2020                | Honduras                                       | 6,0 Mw                  |         |          |
| 19 aprile 2020                | Giappone                                       | 6,4 Mw                  |         |          |
| 25 aprile 2020                | Papua Nuova Guinea                             | 6,4 Mw                  |         |          |
| 2 maggio 2020                 | Creta, Grecia                                  | 6,7 Mw                  |         |          |
| 6 maggio 2020                 | Indonesia                                      | 6,8 Mw                  |         |          |
| 11 maggio 2020                | Honshū, Giappone                               | 6,0 Mw                  |         |          |
| 13 maggio 2020                | Isole Salomone                                 | 6,6 Mw                  |         |          |
| 15 maggio 2020                | Nevada, Stati Uniti d'America                  | 6,5 Mw                  |         |          |
| 15 maggio 2020                | Tonga                                          | 6,1 Mw                  |         |          |
| 22 maggio 2020                | Messico                                        | 6,1 Mw                  |         |          |
| 27 maggio 2020                | Vanuatu                                        | 6,4 Mw                  |         |          |
| 28 maggio 2020                | Tonga                                          | 6,1 Mw                  |         |          |
| 31 maggio 2020                | Perù                                           | 6,0 Mw                  |         |          |
| 3 giugno 2020                 | Cile                                           | 6,8 Mw                  |         |          |
| 4 giugno 2020                 | Halmahera, Indonesia                           | 6,5 Mw                  |         |          |
| 13 giugno 2020                | Isole Ryukyu, Giappone                         | 6,5 Mw                  |         |          |
| 13 giugno 2020                | Fossa delle Marianne                           | 6,0 Mw                  |         |          |
| 18 giugno 2020                | Isole Kermadec, Nuova Zelanda                  | 7,1 Mw                  |         |          |
| 21 giugno 2020                | Grímsey, Islanda                               | 6,0 Mw                  |         |          |
| 23 giugno 2020                | Sulawesi, Indonesia                            | 6,0 Mw                  |         |          |
| 23 giugno 2020                | Oaxaca, Messico                                | 7,6 Mw                  |         |          |
| 25 giugno 2020                | Tibet, Cina                                    | 6,3 Mw                  |         |          |
| 7 luglio 2020                 | Mare dell'Indonesia                            | 6,3 Mw                  |         |          |
| 17 luglio 2020                | Papua Nuova Guinea                             | 7,0 Mw                  |         |          |
| 17 luglio 2020                | Mare dell'India                                | 6,3 Mw                  |         |          |
| 18 luglio 2020                | Tonga                                          | 6,3 Mw                  |         |          |
| 22 luglio 2020                | Alaska, Stati Uniti d'America                  | 7,7 Mw                  |         |          |
| 22 luglio 2020                | Cina                                           | 6,5 Mw                  |         |          |
| 28 luglio 2020                | Alaska, Stati Uniti d'America                  | 6,1 Mw                  |         |          |
| 1 agosto 2020                 | Filippine                                      | 6,2 Mw                  |         |          |
| 5 agosto 2020                 | Vanuatu                                        | 6,4 Mw                  |         |          |
| 12 agosto 2020                | Tanzania                                       | 6,0 Mw                  |         |          |
| 18 agosto 2020                | Filippine                                      | 6,5 Mw                  |         |          |
| 19 agosto 2020                | Sumatra, Indonesia                             | 6,8 Mw e 7,1 Mw         |         |          |
| 21 agosto 2020                | Mare dell'Indonesia, Indonesia                 | 6,5 Mw                  |         |          |
| 24 agosto 2020                | Jacó, Costa Rica                               | 6,1 Mw                  |         |          |
| 25 agosto 2020 alle ore 21:03 | Mare Papua Nuova Guinea, Papua Nuova Guinea    | 6,0 Mw                  |         |          |
| 25 agosto 2020 alle ore 21:08 | Kokopo, Papua Nuova Guinea                     | 6,0 Mw                  |         |          |
| 30 agosto 2020                | Oceano Atlantico, Brasile                      | 6,2 Mw                  |         |          |
| 1 settembre 2020              | Oceano Pacifico, Cile                          | 6,8 Mw, 6,3 Mw e 6,5 Mw |         |          |
| 3 settembre 2020              | Cile                                           | 6,5 Mw                  |         |          |
| 6 settembre 2020              | Vanuatu                                        | 6,4 Mw                  |         |          |
| 6 settembre 2020              | Oceano Atlantico                               | 6,5 Mw                  |         |          |
| 6 settembre 2020              | Filippine                                      | 6,2 Mw                  |         |          |
| 11 settembre 2020             | Cile                                           | 6,3 Mw                  |         |          |
| 15 settembre 2020             | Kamčatka, Russia                               | 6,4 Mw                  |         |          |
| 18 settembre 2020             | Oceano Atlantico, Brasile                      | 6,6 Mw                  |         |          |
| 26 settembre 2020             | Mare del Sudafrica                             | 6,2 Mw                  |         |          |
| 1 ottobre 2020                | Mare di Tonga                                  | 6,5 Mw                  |         |          |
| 1 ottobre 2020                | Mare della Papua Nuova Guinea                  | 6,1 Mw                  |         |          |
| 6 ottobre 2020                | Mare di Figi                                   | 6,3 Mw                  |         |          |
| 8 ottobre 2020                | Mare della Papua Nuova Guinea                  | 6,3 Mw                  |         |          |
| 19 ottobre 2020               | Mare della Sumatra Meridionale, Indonesia      | 6,1 Mw                  |         |          |
| 19 ottobre 2020               | Oceano Pacifico, Alaska, Stati Uniti d'America | 7,4 Mw                  |         |          |
| 21 ottobre 2020               | Mare di Tonga                                  | 6,0 Mw                  |         |          |
| 23 ottobre 2020               | Mare di Figi                                   | 6,1 Mw                  |         |          |
| 25 ottobre 2020               | Mare di Tonga                                  | 6,0 Mw                  |         |          |
| 30 ottobre 2020               | Mar Egeo, Dodecaneso, Grecia e Turchia         | 7,0 Mw                  | 81      | dettagli |
| 3 novembre 2020               | Oceano Pacifico, Cile                          | 6,1 Mw                  |         |          |
| 7 novembre 2020               | Antartide                                      | 6,0 Mw                  |         |          |
| 7 novembre 2020               | Oceano Pacifico, Giappone                      | 6,0 Mw                  |         |          |
| 7 novembre 2020               | Mare di Tonga                                  | 6,3 Mw                  |         |          |
| 15 novembre 2020              | Mare delle Filippine                           | 6,0 Mw                  |         |          |
| 22 novembre 2020              | Oceano Pacifico, Cile                          | 6,0 Mw                  |         |          |
| 30 novembre 2020              | Oceano Pacifico, Russia                        | 6,3 Mw                  |         |          |
| 30 novembre 2020              | Salta, Argentina                               | 6,2 Mw                  |         |          |
| 1 dicembre 2020               | Oceano Pacifico, Alaska, Stati Uniti d'America | 6,3 Mw                  |         |          |
| 10 dicembre 2020              | Mare di Taiwan                                 | 6,1 Mw                  |         |          |
| 14 dicembre 2020              | Jan Mayen, Norvegia                            | 6,0 Mw                  |         |          |
| 16 dicembre 2020              | Mare delle Filippine                           | 6,2 Mw                  |         |          |
| 20 dicembre 2020              | Oceano Pacifico, Honshū, Giappone              | 6,4 Mw                  |         |          |
| 23 dicembre 2020              | Oceano Pacifico, Palau                         | 6,2 Mw                  |         |          |
| 25 dicembre 2020              | Mare delle Filippine                           | 6,4 Mw                  |         |          |
| 29 dicembre 2020              | Petrinja, Croazia                              | 6,4 Mw                  | 7       | dettagli |

### 2021
| Data             | Luogo                                    | Magnitudo                           | Vittime      | Dettagli |
| ---------------- | ---------------------------------------- | ----------------------------------- | ------------ | -------- |
| 6 gennaio 2021   | Mare della Nuova Zelanda                 | 6,3 Mw                              |              |          |
| 8 gennaio 2021   | Isole Kermadec, mare della Nuova Zelanda | 6,3 Mw                              |              |          |
| 10 gennaio 2021  | San Antonio de los Cobres, Argentina     | 6,1 Mw                              |              |          |
| 11 gennaio 2021  | Mongolia                                 | 6,7 Mw                              |              |          |
| 14 gennaio 2021  | Sulawesi, Indonesia                      | 6,3 Mw                              |              |          |
| 15 gennaio 2021  | Mare dell'Indonesia, Sulawesi            | 6,1 Mw                              | 81           | dettagli |
| 19 gennaio 2021  | San Juan, Argentina                      | 6,4 Mw                              |              |          |
| 21 gennaio 2021  | Mare dell'Indonesia                      | 7,0 Mw                              |              |          |
| 24 gennaio 2021  | Mare dell'Antartide                      | 7,1 Mw                              |              |          |
| 3 febbraio 2021  | Oceano Pacifico, Cile                    | 6,2 Mw                              |              |          |
| 7 febbraio 2021  | Mare delle Filippine                     | 6,0 Mw                              |              |          |
| 7 febbraio 2021  | Mare della Papua Nuova Guinea            | 6,2 Mw                              |              |          |
| 10 febbraio 2021 | Mare di Sumatra, Indonesia               | 6,3 Mw                              |              |          |
| 10 febbraio 2021 | Mare della Nuova Caledonia               | 7,7 Mw (più intenso sciame sismico) |              |          |
| 18 marzo 2021    | Al largo dell'Algeria                    | 6,2 Mw                              |              |          |
| 29 luglio 2021   | Alaska                                   | 8,2 Mw                              |              | dettagli |
| 14 agosto 2021   | Dipartimento di Nippes, Haiti            | 7,2 Mw                              | Almeno 2.500 | dettagli |
| 28 novembre 2021 | vicino a Barranca, Perù                  | 7,5 Mw                              | 12           | dettagli |

### 2022
| Data             | Luogo                                       | Magnitudo                   | Vittime | Dettagli |
| ---------------- | ------------------------------------------- | --------------------------- | ------- | -------- |
| 16 marzo 2022    | Al largo di Fukushima, Giappone             | 7,4 Mw                      | 4       | dettagli |
| 22 aprile 2022   | Ljubinje, Bosnia ed Erzegovina              | 5,7 Mw (6.0 secondo INGV)   | 1       | dettagli |
| 21 giugno 2022   | Sud-Est dell'Afghanistan                    | 6,1 Mw                      | 1 500+  |          |
| 2 luglio 2022    | Sud Iran                                    | 6,1 Mw                      | 5       |          |
| 9 novembre 2022  | Davanti alla costa di Fano (Marche), Italia | Due scosse: 5,7 ML e 5,2 ML |         |          |
| 21 novembre 2022 | Giava, Indonesia                            | 5,6 Mw                      | 318     | dettagli |

### 2023
| Data              | Luogo                          | Magnitudo | Vittime | Dettagli |
| ----------------- | ------------------------------ | --------- | ------- | -------- |
| 29 gennaio 2023   | Iran settentrionale            | 5,9 Mw    | 3       |          |
| 6 febbraio 2023   | Turchia e Siria                | 7,8 Mw    | 59.000+ | dettagli |
| 8 settembre 2023  | Marrakech, Marocco             | 6,8 Mw    | 2.960   | dettagli |
| 18 settembre 2023 | Marradi (FI) e Romagna, Italia | 5,0 ML    | 0       |          |
| 7 ottobre 2023    | Afghanistan                    | 6,2 Mw    | 2000+   |          |
| 4 novembre 2023   | Karnali Pradesh, Nepal         | 5,7 Mw    | 128     | dettagli |
| 17 novembre 2023  | Sud Filippine                  | 6,8 Mw    | 5       |          |
| 2 dicembre 2023   | Mare delle Filippine           | 7,7 Mw    |         |          |
| 19 dicembre 2023  | Gansu e Qinghai, Cina          | 6,1 Mw    | 116     |          |

### 2024
| Data                | Luogo                                           | Magnitudo       | Vittime | Dettagli |  |
| ------------------- | ----------------------------------------------- | --------------- | ------- | -------- |  |
| 01 gennaio 2024     | Al largo della Prefettura di Ishikawa, Giappone | 7,6 Mw          | 515     | dettagli |  |
| 03 aprile 2024      | Contea di Hualien, Taiwan                       | 7,4 Mw          | 10      | [ 315 ]  |  |
| 05 e 06 aprile 2024 | Lebanon (New Jersey) e New York, Stati Uniti    | 4,8 Mw e 4,4 Mw |         | [ 316 ]  |  |
| 18 luglio 2024      | San Pedro De Atacama, Cile                      | 7,4 Mw          | 1       |          |  |
| 8 agosto 2024       | Al largo della Prefettura di Miyazaki, Giappone | 7,1Mw           |         |          |  |
| 10 novembre 2024    | Cuba                                            | 6,8 Mw          |         |          |  |
| 5 dicembre 2024     | Al largo della California, USA                  | 7,0 Mw          |         |          |  |

### 2025
| Data             | Luogo                   | Magnitudo | Vittime | Dettagli |
| ---------------- | ----------------------- | --------- | ------- | -------- |
| 08 gennaio 2025  | Tibet                   | 7,1 Mw    | 126     | dettagli |
| 09 febbraio 2025 | Mar dei Caraibi         | 7,6 Mw    |         |          |
| 28 marzo 2025    | Myanmar                 | 7,7 Mw    | 5.380+  | dettagli |
| 23 aprile 2025   | Mar di Marmara, Turchia | 6,2 Mw    | 0       | dettagli |
| 30 luglio 2025   | Kamčatka, Russia        | 8,8 Mw    | 0       | dettagli |